# Euchaetes albicosta
Euchaetes albicosta là một loài bướm đêm thuộc phân họ Arctiinae, họ Erebidae.